# 야운데 대학교
야운데 대학교(프랑스어: Université de Yaoundé)는 카메룬의 수도 야운데에 위치한 대학교였다.
프랑스의 도움으로 지어졌고 1962년에 야운데 연방 대학교로 개교했고 1972년에 국가가 재편되면서 "연방"이 교명에서 빠졌다.
1993년 야운데 대학교는 파리 대학교가 개척한 대학교 분교 모델을 따라 두 개의 대학교(야운데 제1대학교과 야운데 제2대학교)로 분리되었다.